# Kurittu
Kurittu är en ö i Finland. Den ligger i sjön Ylä-Rieveli och i kommunen Pertunmaa i den ekonomiska regionen  S:t Michel och landskapet Södra Savolax, i den södra delen av landet, 160 km nordost om huvudstaden Helsingfors. Öns area är 31,5 hektar och dess största längd är 0,9 kilometer i nord-sydlig riktning.